# Бромид таллия(III)
Бромид таллия(III) — бинарное неорганическое соединение, соль металла таллия и бромистоводородной кислоты с формулой TlBr3, жёлтые кристаллы, хорошо растворимые в воде, образует кристаллогидраты.

## Получение
- Реакция брома с бромидом таллия(I):

{\displaystyle {\mathsf {TlBr+Br_{2}\ {\xrightarrow {}}\ TlBr_{3}}}}

## Физические свойства
Бромид таллия и его кристаллогидраты образуют жёлтые кристаллы, хорошо растворимы в воде и спирте.
Известны кристаллогидраты TlBr3•4H2O и TlBr3•H2O.

## Химические свойства
- При нагревании разлагается:

{\displaystyle {\mathsf {2TlBr_{3}\ {\xrightarrow {T}}\ Tl[Tl^{^{III}}Br_{4}]+Br_{2}}}}